# Calycobolus
Calycobolus är ett släkte av vindeväxter. Calycobolus ingår i familjen vindeväxter.

## Bildgalleri

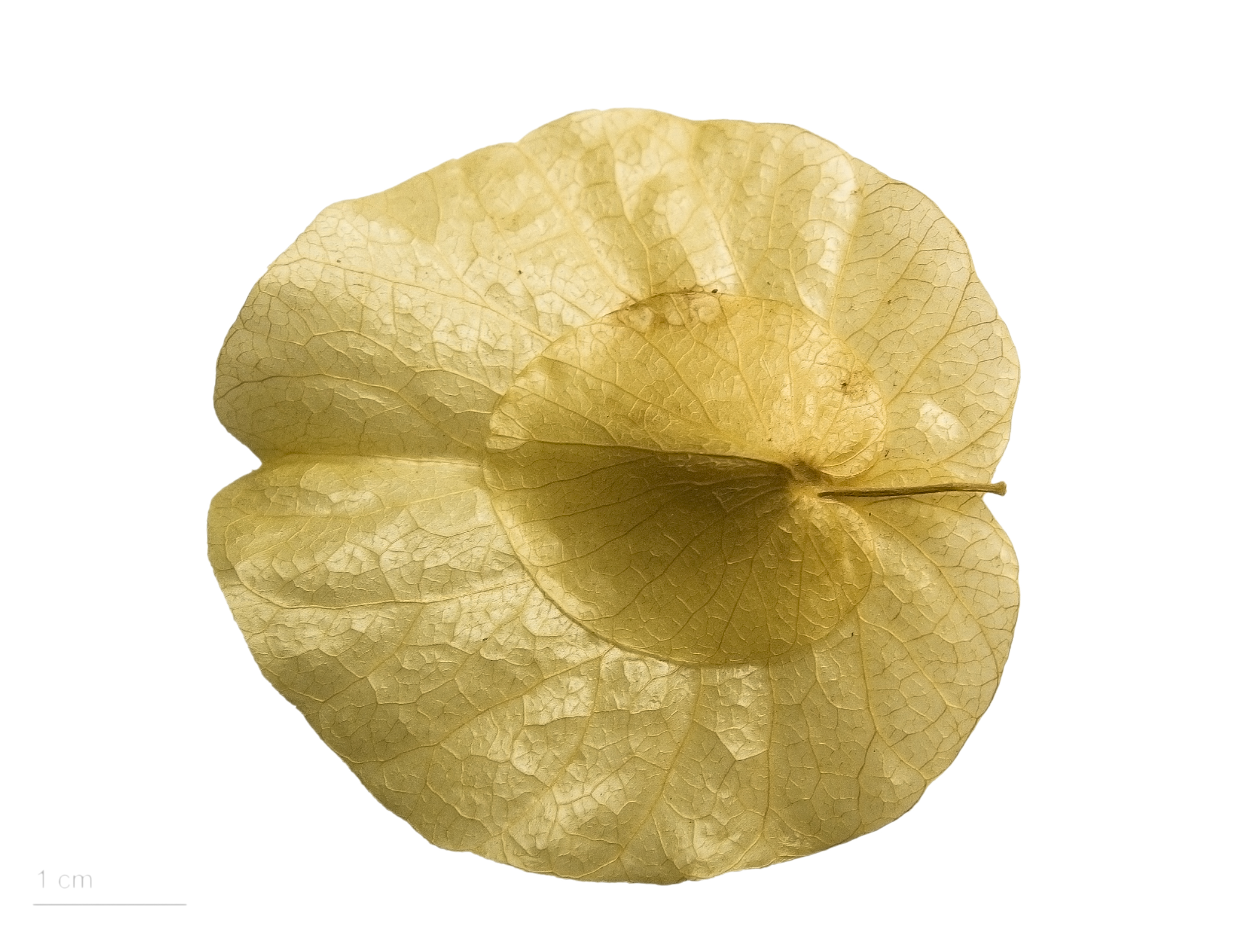

## Dottertaxa tillCalycobolus, i alfabetisk ordning[1]
- Calycobolus acuminatus
- Calycobolus acutus
- Calycobolus africanus
- Calycobolus bampsianus
- Calycobolus campanulatus
- Calycobolus claessensii
- Calycobolus cordatus
- Calycobolus emarginatus
- Calycobolus gilgianus
- Calycobolus glaber
- Calycobolus goodii
- Calycobolus hallianus
- Calycobolus heineanus
- Calycobolus heudelotii
- Calycobolus insignis
- Calycobolus kasaiensis
- Calycobolus klaineanus
- Calycobolus lanulosus
- Calycobolus letouzeyanus
- Calycobolus longiracemosus
- Calycobolus mayombensis
- Calycobolus micranthus
- Calycobolus mortehanii
- Calycobolus nutans
- Calycobolus parviflorus
- Calycobolus petitianus
- Calycobolus pringlei
- Calycobolus racemosus
- Calycobolus robynsianus
- Calycobolus sericeus
- Calycobolus thollonii
- Calycobolus upembaensis
- Calycobolus velutinus
- Calycobolus zairensis